# Künsebecker Bach
Der Künsebecker Bach ist ein 9,4 km langer, linker Nebenfluss des Rhedaer Bachs. Er entspringt im Hengeberg bei Halle (Westf.) und mündet linksseitig nordöstlich von Kölkebeck in den Rhedaer Bach bei dessen Bachkilometer 11. 